# Peizais (Lugo)
Peizais es una aldea española situada en la parroquia de Neiro, del municipio de Fonsagrada, en la provincia de Lugo, Galicia.

## Localización
La aldea está situada a 815 metros de altitud sobre el nivel del mar.

## Historia
En un mapa antiguo que existe en el Castillo de San Antón de La Coruña, se puede ver señalada esta aldea con el nombre de PEINZAIS.

## Demografía
| Gráfica de evolución demográfica de Peizais entre 2000 y 2019 |
|                                                               |
| Datos según el nomenclátor publicado por el INE.              |